# 6over4
6over4 es un mecanismo de transición de IPv6 para transmitir paquetes IPv6 entre nodos con doble pila sobre una red IPv4 con multicast habilitado. IPv4 se utiliza como un nivel de enlace virtual (Ethernet virtual) sobre el que ejecutar IPv6.

## Como funciona 6over4
6over4 define un método trivial para generar una dirección IPv6 local a partir de una dirección IPv4, y un mecanismo para realizar un Descubrimiento de vecinos (Neighbor Discovery) sobre IPv4.

### Generación de la dirección local (Link-local)
Cualquier host que quiera participar en 6over4 sobre una red IPv4 puede establecer una interfaz de red virtual IPv6. La dirección local se determina:
- Empieza con fe80:0000:0000:0000:0000:0000:,
- los 32 bits más bajos tienen que ser los de la dirección IPv4 del host.

Por ejemplo, el host 192.0.2.142 sería fe80:0000:0000:0000:0000:0000:c000:028e.

### Correspondencia de direcciones multicast
Para realizar el ICMPv6 Neighbor Discovery, se tiene que utilizar el multicast. Cualquier paquete de multicast IPv6 se encapsula en un paquete multicast IPv4 con destino 239.192.x.y, donde x e y son los bytes penúltimo y último de la dirección multicast IPv6 respectivamente.

### Descubrimiento de vecinos
Dada una dirección local y una correspondencia de direcciones multicast, un host puede utilizar ICMPv6 para descubrir sus vecinos y routers, y normalmente realizarán su autoconfiguración sin estado, como si estuviese sobre, por ejemplo Ethernet.

## Límite de 6over4
6over4 confía en la disponibilidad de multicast de IPv4, que no suele ser implementado en la infraestructura IPv4 (multicast es casi tan reciente como IPv6). 6over4 tiene poco uso práctico y no está soportado por los sistemas operativos más comunes.
ISATAP es una alternativa más completa que 6over4 y no confía en el multicast IPv4.